# Richard Albisser
Œuvres principales
- Fou contre Tour (2009)
- Eclipse d'une nuit d'hiver (2010)
- C21H22... (2012)
- Boulevard de la Haine (2013)

Compléments
- Fondateur des Éditions du Riffle en juillet 2005

Richard Albisser (né le 12 avril 1966 à Arques) est un écrivain français. Il est le fondateur et gérant des éditions du Riffle.

## Biographie
Natif d'Arques, dans le Pas de Calais, Richard Albisser s'oriente vers des études d'économie et entame une carrière commerciale. Il passe quinze années dans la Distribution et les Télécommunications avant de s'arrêter en 2003. Celui-ci décide de fonder une entreprise de conseil commercial mais il renonce quelques mois après,.
En juillet 2005, il fonde sa maison d'édition, baptisée Les Éditions du Riffle et en est l'actuel gérant,.
Sous le pseudonyme de John Dy, il écrit Le Joueur de dés, qui sort en juillet 2005. S'ensuivent, en décembre de la même année, Le Vendeur de glaces et Le Château d'Hellinghem. Ces trois livres font partie d'un recueil, appelé Nouvelles d'Edenville. Il publie à son nom, en mai 2006, un essai intitulé Rimbaud-Mallarmé : six textes commentés. Cet essai sera suivi de Mémoire d'un scolopendre, un texte de fiction orienté par un travail de recherche effectué en 2003 et 2004. En mai 2008, paraît un album de vers anciens, composés dans les années 1980-1990, intitulé L'Œil d'encre. Cet album sera réimprimé, en mars 2012, sous le titre Ressemblances fortuites.
En 2009, est publié, dans la collection Riffle noir, son premier roman : Fou contre tour. C'est le début d'une série policière centrée sur des personnages qu'on retrouve dans Eclipse d'une nuit d'hiver, en août 2010, C21 H22..., en mars 2012, ainsi que Boulevard de la Haine, en octobre 2013,.
Albisser participe au Salon du livre policier de Lens, en 2011, 2013 et 2014 ainsi qu'au Salon métropolitain du polar de Templemars en 2011 et 2012. Il est aussi présent lors du Salon du polar régional de Dainville en 2012 et 2014. Il participe très régulièrement à des rencontres en librairie et anime des ateliers d'écriture (projets avec les villes de Béthune, de Sains-en-Gohelle, de Lens et avec l'association Filigrane).
Richard Albisser a été membre dirigeant de l'Association des éditeurs du Nord-Pas-de-Calais de 2008 à 2012,.

## Œuvres
- Sous le pseudonyme de John Dy :
  - Le Joueur de dés (juillet 2005)
  - Le Vendeur de glaces (décembre 2005)
  - Le Château d'Hellinghem (décembre 2005)
- Sous son vrai nom (Richard Albisser) :
  - Rimbaud-Mallarmé : six textes commentés (mai 2006)
  - Le Mystère des deux sabliers (novembre 2006)
  - Mémoire de cor (mars 2007)
  - L'Œil d'encre (mai 2008)
  - Fou contre tour (novembre 2009)
  - Éclipse d'une nuit d'hiver (septembre 2010)
  - Quatre à la Suite (août 2011)
  - C21 H22... (mars 2012)
  - Les Fantômes du Louvre-Lens (Co-écrit avec Gilles Warembourg ; Mars 2013)
  - Douves éphémères (septembre 2013)
  - Boulevard de la Haine (octobre 2013)
  - Une maison en enfer (septembre 2014)